# Faramea atlantica
Faramea atlantica är en måreväxtart som beskrevs av J.G.Jardim och Daniela Cristina Zappi. Faramea atlantica ingår i släktet Faramea och familjen måreväxter. Inga underarter finns listade i Catalogue of Life.